# Đấu kiếm

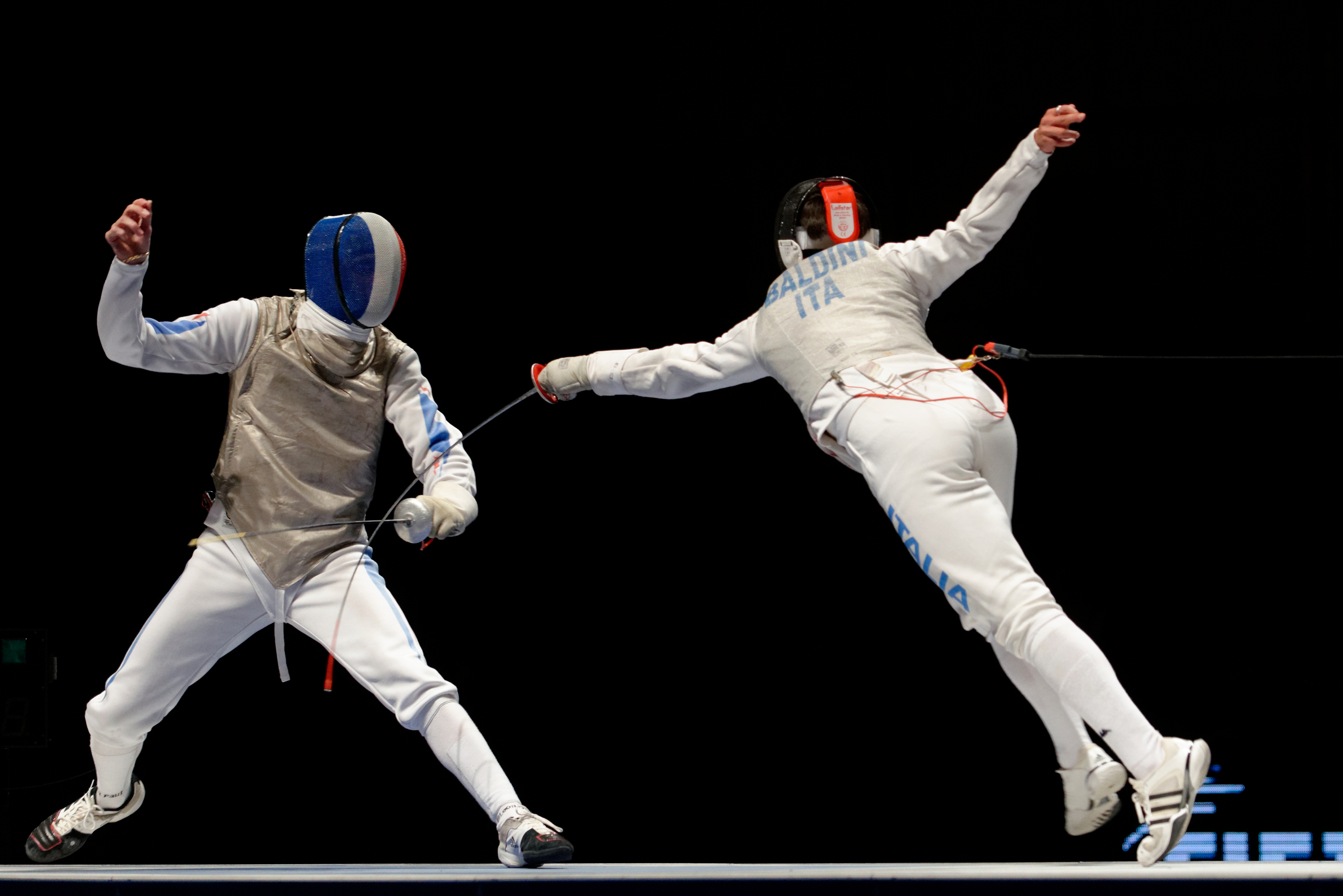
Hai vận động viên Jérémy Cadot (trái) và Andrea Baldini (phải) tại giải đấu kiếm Challenge international de Paris năm 2013

Đấu kiếm Olympic hay gọi tắt là Đấu kiếm (tiếng Anh: Fencing, tiếng Pháp: Escrime, tiếng Nga: Фехтование ) là một môn võ thuật đối kháng trong chương trình thi đấu Thế vận hội ngày nay. Hai đấu sĩ thi đấu (còn gọi là kiếm sĩ) sẽ mặc các áo bảo hộ màu trắng, sử dụng các loại kiếm thuộc ba thể loại: kiếm ba cạnh, kiếm chém, kiếm liễu để đâm vào các bộ phận của đối phương. (Mỗi kiếm sĩ chỉ thi đấu một trong 3 nội dung trên). Đấu kiếm xuất phát từ môn thể thao dành cho giới quý tộc Pháp ở thế kỷ 15., lối đấu kiếm hiện đại nổi lên từ khoảng cuối thể kỉ 19 và được đưa vào chương trình Thế vận hội liên tục từ 1896 đến nay, cùng với điền kinh, đua xe đạp, bơi lội và thể dục dụng cụ.

## Đặc điểm
Môn thể thao này bề ngoài nhìn có vẻ là nguy hiểm nhưng tham gia mới biết đây là môn khá an toàn. Thường trong áo bảo hộ có gắn vi mạch điện tử, nếu kiếm sĩ đâm trúng đối phương thì máy sẽ báo hiệu để tính điểm. Các kiếm sĩ được bảo hộ rất nghiêm ngặt, họ mặc áo bảo hộ dày, đeo bao tay, đi ủng và đội mũ bảo hiểm che kín mặt. Phía sau lưng của kiếm sĩ có một sợi dây kéo. Khi chơi môn này người chơi phải tuân thủ các quy tắc mang mặt nạ cùng găng tay chuyên dụng để bảo vệ ống và cánh tay, áo và quần giáp, tất cả đều phải có đai giữ sau lưng, nách bảo vệ (plastron). Người chơi sử dụng kiếm không có lưỡi, đầu kiếm tròn với đường kính 5-8mm nên đâm vào người sẽ không gây chấn thương.
Thông thường một kiếm thủ muốn thành tài phải có ít nhất 36 tháng rèn luyện cơ bản để có sự ổn định. Đấu kiếm giống như đánh cờ, phải tập trung trí não nhiều.
Ở Việt Nam, đấu kiếm không phải là môn thể thao phổ biến, ít được nhiều người ưa chuộng tại Việt Nam và không có nhiều người tập luyện môn thể thao này. Không giống như đấu kiếm một mất một còn, liễu kiếm là môn thi đấu tính điểm. Nó đòi hỏi người thi đấu phải khéo léo, phản xạ nhanh, tính toán để có đường kiếm chính xác.

## Tai nạn và chấn thương có thể xảy ra trong đấu kiếm
Một trong những chấn thương gặp phải là chấn thương khuỷu tay và đầu gối do tập luyện và thực hành các động tác đấu kiếm và cầm kiếm. Ngoài ra những kỹ thuật kiếm có thể gây cơn đau cho đối thủ.

## Cơ quan và tổ chức quản lí

### Tổ chức
Môn đấu kiếm được quản lí bởi Liên đoàn Đấu kiếm Quốc tế (FIE) - tiếng Pháp: Fédération Internationale d'Escrime, tiếng Anh: International Fencing Federation. Trụ sở hiện tại của nó đặt ở Lausanne, Thụy Sĩ. Liên đoàn bao gồm 145 thành viên, được công nhận bởi các Ủy ban Olympic Quốc gia là đại diện duy nhất của môn đấu kiếm nước đó.

### Luật lệ
FIE duy trì các quy tắc hiện tại được sử dụng bởi các sự kiện quốc tế được FIE phê chuẩn, bao gồm World Cup, Giải vô địch thế giới và Thế vận hội Olympic. Hiệp hội xử lí các đề xuất thay đổi quy định vào năm đầu tiên sau một năm Olympic tại Đại hội thường niên. Hiệp hội đấu kiếm Hoa Kỳ có các quy tắc khác nhau một chút, nhưng thường tuân thủ tiêu chuẩn FIE.

## Lịch sử
Đấu kiếm có nguồn gốc từ sự phát triển của đánh kiếm cho đấu tay đôi và tự vệ. Đấu kiếm được tin là có nguồn gốc từ Tây Ban Nha; một vài trong số những tác phẩm nổi tiếng về đấu kiếm được viết bởi kiếm sĩ Tây Ban Nha.

### Phát triển thành môn thể thao
Sự chuyển biến đấu kiếm thành một môn thể thao thay vì là nội dung huấn luyện quân sự bắt đầu từ giữa thế kỉ 18, được dẫn dắt bởi Domenico Angelo, người đã xây dựng một học viện đấu kiếm, Trường vũ khí Angelo, tại Soho, London năm 1763. Tại đó, ông dạy cho tầng lớp quý tộc nghệ thuật đánh kiếm thời thượng. Trường của ông hoạt động suốt 3 thế hệ của Angelo và thống trị nghệ thuật đấu kiếm châu Âu gần một thế kỉ.

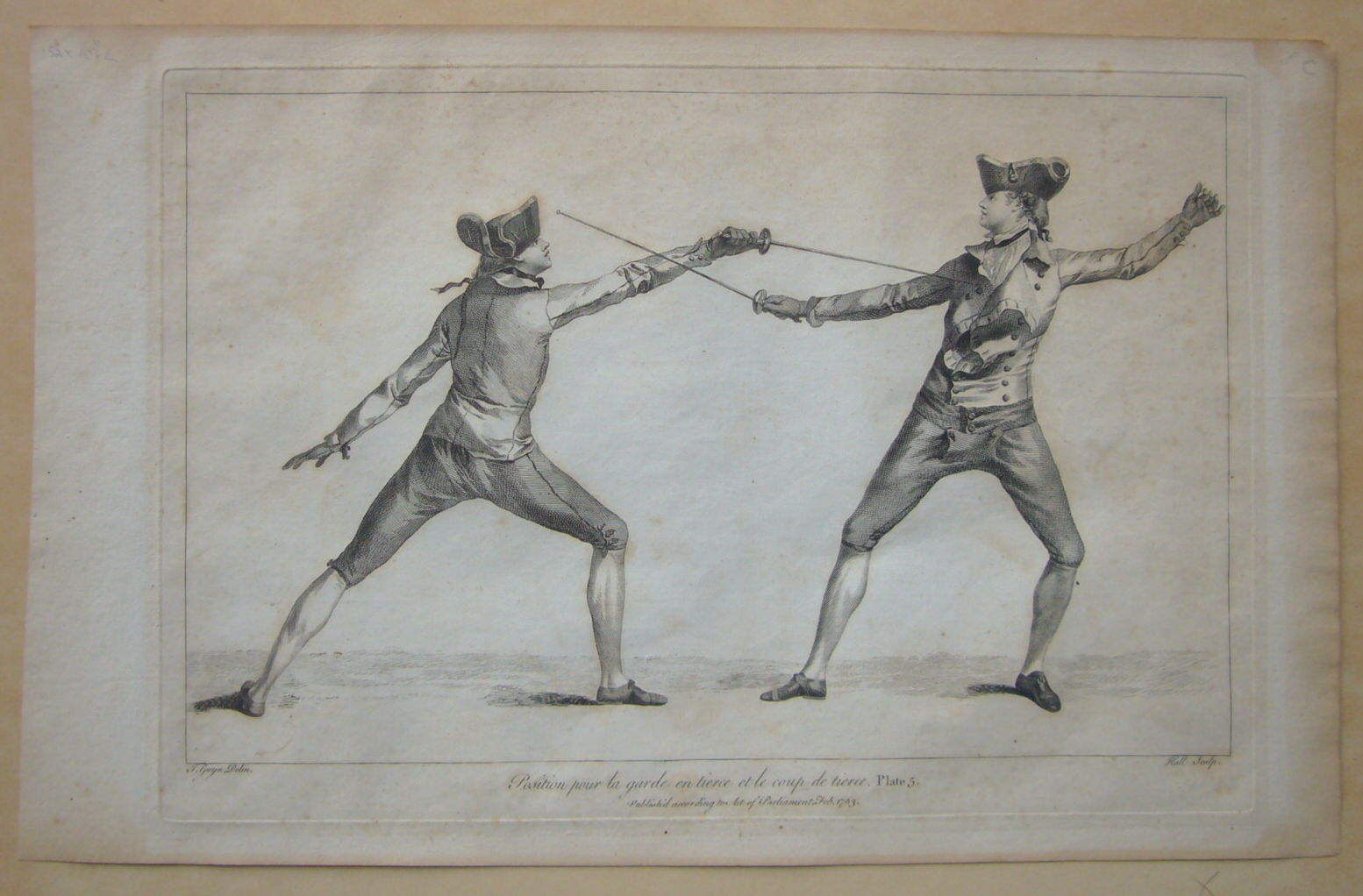
Tranh vẽ trong sách hướng dẫn của Domenico Angelo năm 1763

Angelo thiết lập những quy tắc cơ bản về tư thế và cách di chuyển mà đến nay vẫn còn chi phối đấu kiếm hiện đại, mặc dù cách tấn công và phòng thủ của ông khác nhiều so với hiện nay. Mặc dù chủ ý của ông là chuẩn bị cho môn sinh cho chiến đấu thực, nhưng ông là huấn luyện viên đấu kiếm đầu tiên nhấn mạnh ích lợi về sức khỏe và thể thao của đấu kiếm hơn là sử dụng làm công cụ giết chóc, đặc biệt là trong cuốn Học viện Kiếm thuật (The School of Fencing) xuất bản năm 1763.

Giải đấu kiếm chính thức đầu tiên được tổ chức nhân dịp lễ Khai mạc Đại hội Quân đội Hoàng gia Anh năm 1880, tại Toà nhà Nông nghiệp Hoàng gia, Islington vào tháng Sáu. Đại hội chứng kiến một loạt cuộc đấu giữa sĩ quan và binh lính.
Việc ứng dụng công nghệ hiện đại trong đấu kiếm được bắt đầu với kiếm ba cạnh năm 1933 với thiết bị tính điểm điện tử Laurent-Pagan, với một bộ cảm ứng âm thanh và đèn đỏ hoặc xanh khi cú đâm đến mục tiêu. Nó cũng được ứng dụng trong kiếm liễu từ 1956, kiếm chém từ 1988. Bộ phận tính điểm làm giảm thiểu tranh cãi trong trọng tài, và có thể tính chính xác và nhanh chóng những cú đâm nhẹ.

### Đấu kiếm tại Thế vận hội Mùa hè
Đấu kiếm là một phần của Thế Vận hội từ mùa hè 1896.Nội dung kiếm chém được tổ chức tại tất cả các kì Olympics; kiếm liễu cũng được tổ chức liên tục trừ năm 1908; kiếm ba cạnh trừ năm 1896 không rõ lí do.

## Trang bị

### Vũ khí
Có ba loại vũ khí trong đấu kiếm hiện đại: kiếm liễu, kiếm ba cạnh và kiếm chém. Mỗi loại vũ khí có luật chơi và chiến lược riêng. 

#### Kiếm liễu (foil)

Vùng tính điểm trong kiếm liễu

Kiếm liễu là vũ khí nhẹ dùng để đâm với khối lượng tối đa 500g. Mục tiêu của kiếm liễu là thân người, không bao gồm chân tay. Kiếm liễu có một bộ phận bảo vệ tay hình tròn để bảo vệ tay khỏi những cú đâm trực tiếp. Do bàn tay không phải là mục tiêu được tính điểm ở nội dung này nên bộ phận bảo vệ đơn thuần chỉ để bảo đảm an toàn. Chỉ có tác động bằng chíp đâm vào vùng tính điểm mới được tính điểm, tác động bằng cạnh của lưỡi kiếm không được ghi trong thiết bị tính điểm điện tử (và khi đó pha thi đấu không được cho dừng lại). Tác động vào ngoài vùng tính điểm trên cơ thể đối thủ (gọi là tác động ngoài mục tiêu và được hiển thị bằng màu sắc riêng biệt trên thiết bị tính điểm) làm cho pha thi đấu tạm dừng, nhưng không được tính điểm. Chỉ có một tác động được tính điểm cho một kiếm thủ sau một pha thi đấu. Nếu cả hai đấu thủ cùng tác động vào nhau cách một khoảng thời gian nhỏ hơn mili giây mà thiết bị tính điểm cùng phát hai đèn, khi đó trọng tài sẽ dùng luật "đường kiếm đúng" để quyết định xem kiếm thủ nào được tính điểm, hoặc nếu cú đâm ngoài mục tiêu giành quyền ưu tiên so với cú đâm hợp lệ, không kiếm thủ nào được tính điểm. Nếu trọng tài không xác định được kiếm thủ nào có đường kiếm đúng thì không có ai được tính điểm.

#### Kiếm ba cạnh (épée)

Vùng tính điểm kiếm ba cạnh

Tương tự kiếm liễu, kiếm ba cạnh cũng dùng để đâm nhưng nặng hơn với khối lượng tối đa 775g. Toàn bộ cơ thể là mục tiêu của kiếm ba cạnh. Tay cầm trong kiếm ba cạnh là một hình tròn lớn mở rộng phía trước núm chuôi kiếm, che chở cho bàn tay rất hiệu quả khi bàn tay là mục tiêu hợp lệ trong nội dung này. Giống như kiếm liễu, tác động của kiếm ba cạnh là hợp lệ chỉ bởi chíp đâm mà không phải là cạnh của lưỡi kiếm. Tác động được gây ra bởi cạnh của lưỡi kiếm không được tính điểm nhưng pha thi đấu vẫn tiếp tục. Do toàn cơ thể là mục tiêu của kiếm ba cạnh nên ở đây không có khái niệm vùng ngoài mục tiêu, trừ khi kiếm thủ đâm vào sàn đấu làm sáng đèn và nảy tiếng của thiết bị tính điểm. Không giống kiếm liễu và kiếm chém, kiếm ba cạnh không có luật "đường kiếm đúng" mà cho điểm cả hai kiếm thủ sau cú đâm cùng lúc. Dù sao, nếu điểm được ghi sau hai cú đâm cùng lúc là điểm cuối cùng quyết định trận đấu thì nó không được công nhận.

#### Kiếm chém (sabre)

Vùng tính điểm kiếm chém

Kiếm chém là vũ khí dùng để chém, cắt và đâm với mục tiêu là phần cơ thể trên thắt lưng, trừ bàn tay. Khối lượng cho phép của kiếm chém cũng là 500g, ngang bằng kiếm liễu. Kiếm chém là loại kiếm mới nhất trong đấu kiếm được đưa vào sử dụng. Tay cầm của kiếm chém trải từ cán kiếm đến điểm lưỡi kiếm nối với núm chuôi kiếm. Tay cầm kiếm chém được quay ra ngoài trong thể thao để bảo vệ tay cầm kiếm khỏi tác động. Tác động của chíp đâm và lưỡi kiếm đều được coi là hợp lệ. Giống kiếm liễu, tác động của kiếm chém ngoài vùng mục tiêu đều không được tính điểm. Tuy nhiên, khác kiếm liễu, tác động ngoài mục tiêu của kiếm chém không làm dừng pha thi đấu, khi đó pha thi đấu vẫn tiếp diễn. Trong trường hợp có hai tác động đồng thời của mỗi kiếm thủ, trọng tài lại quyết định ai sẽ ghi điểm nhờ luật "đường kiếm đúng".

### Trang phục bảo hộ
Phần lớn thiết bị bảo hộ cá nhân trong đấu kiếm được làm từ cotton hoặc nylon bền. Kevlar được thêm vào những đồ bảo hộ chất lượng hàng đầu sau cái chết của Vladimir Smirnov tại giải Vô địch thế giới năm 1982 tại Rome.
Bộ trang phục bảo hộ đấu kiếm hoàn chỉnh bao gồm những thứ sau:

#### Áo khoác
Áo khoác này có trang bị dạng, và có một cái bẫy (croissard) đi giữa hai chân. Ở kiếm chém, áo khoác được cắt dọc theo thắt lưng. Một phần nhỏ vải gấp được may xung quanh cổ áo để ngăn lưỡi kiếm của đối phương trượt xuống dưới mặt nạ và dọc theo áo khoác lên trên về phía cổ. Người hướng dẫn đấu kiếm có thể mặc một chiếc áo khoác nặng hơn, chẳng hạn như một được tăng cường

#### Plastron
Một plastron là một lớp bảo vệ dưới tay được mặc bên dưới áo khoác. Nó cung cấp sự bảo vệ kép ở bên của cánh tay kiếm và cánh tay trên. Không có đường chéo dưới cánh tay, sẽ xếp hàng với đường viền áo và cung cấp một điểm yếu.

#### Găng tay
Tay kiếm được bảo vệ bởi một chiếc găng tay với một chiếc găng tay ngăn lưỡi dao đi lên ống tay áo và gây thương tích cho họ. Găng tay cũng giúp cải thiện sự kìm kẹp

#### Tất
Tất đấu kiếm đủ dài để che đầu gối, một số phủ hầu hết đùi.

#### Giày
Giày đấu kiếm có đế phẳng, và được gia cố ở bên trong cho bàn chân sau, và ở gót chân trước. Sự tăng viện ngăn không cho sự xói mòn.

#### Mặt nạ
Mặt nạ đấu kiếm có một biB bảo vệ cổ. Mặt nạ nên hỗ trợ 12 kg trên lưới kim loại và 350 N kháng thâm nhập trên biB. Các quy định của FIE cam kết rằng mặt nạ phải chịu được 25 kg trên lưới và 1600 N trên bib.

#### Bảo hộ ngực
Một bộ bảo vệ ngực, làm bằng nhựa, được đeo bởi nữ kiếm thủ và, đôi khi, bởi nam giới. Các giảng viên đấu kiếm cũng mặc chúng, vì chúng bị đánh thường xuyên hơn trong quá trình đào tạo học sinh của họ. Trong kiếm liễu, bề mặt cứng của lớp bảo vệ ngực làm giảm khả năng bị đâm trúng.

### Tay cầm
Một số loại tay cầm dùng cho kiếm liễu và kiếm ba cạnh là: Tay cầm Visconti, Tay cầm Bỉ, Tay cầm Nga, Tay cầm Hungari.

### Thiết bị điện tử
Một bộ thiết bị đấu kiếm điện được yêu cầu để tham gia vào đấu kiếm điện. Thiết bị điện trong đấu kiếm thay đổi tùy thuộc vào vũ khí mà nó được sử dụng phù hợp. Thành phần chính của một bộ thiết bị điện là dây thân. Sợi dây cơ thể đóng vai trò là kết nối giữa một thanh kiếm và một cuộn dây là một phần của một hệ thống phát hiện điện rằng vũ khí đã chạm vào người đối phương. Có hai loại dây: một cho kiếm ba cạnh, còn lại dành cho kiếm liễu và kiếm chém.
Dây nước tiểu (Épée body cords) bao gồm hai bộ ba dây mỗi cái nối với nhau bằng dây. Một bộ cắm vào vũ khí của kiếm và cái còn lại kết nối với cuộn.

### Sàn đấu

Kích thước sàn đấu kiếm

Sàn đấu kiếm là hình chữ nhật thường rộng 1,5 đến 2 mét và dài 14 m..

## Kĩ thuật
Các kĩ thuật hay các chuyển động trong đấu kiếm được chia thành 2 loại chính: tấn công và phòng thủ. Một vài kĩ thuật có thể thuộc cả hai dạng (ví dụ:gõ (beat)). Kĩ thuật tấn công dùng để tác động vào đối thủ trong khi giữ "đường kiếm đúng" (trong kiếm liễu và kiếm chém) và kĩ thuật phòng thủ dùng để tránh phải bị tác động hoặc là để giữ "đường kiếm đúng".
Sự tấn công và phòng thủ thể hiện ở những kết hợp tay và chân không thể đếm được.
Mỗi khi có điểm được ghi, hai kiếm thủ lại quay trở về vạch xuất phát của mình. Pha thi đấu mới được bắt đầu bằng những lệnh sau của trọng tài (được nói bằng tiếng Pháp trong những cuộc đấu quốc tế) "En garde!" (Đề phòng!), "Êtes-vous prêts?" (Bạn sẵn sàng chưa?), "Allez!" (Đấu!).
Các kĩ thuật cơ bản trong đấu kiếm được đề cập ở phần dưới với phần tiếng Anh trong ngoặc đơn như sau:

### Tấn công
- Tấn công (Attack): Kĩ thuật cơ bản bậc nhất trong đấu kiếm, còn được gọi là đâm, bao gồm hành động tấn công ban đầu bằng cách duỗi tay cầm kiếm và liên tục đe doạ mục tiêu trên người đối thủ.
- Đánh trả (Riposte): Kĩ thuật tấn công của bên phòng thủ sau cú gạt. Sau khi kiếm sĩ tấn công thực hiện xong cú tấn công và bị đối phương gạt, lúc này kiếm sĩ phòng thủ sẽ có cơ hội tấn công và giành "đường kiếm đúng".
- Đòn nhử (Feint): Đòn tấn công không chính xác với mục đích khiêu khích đối thủ phản ứng.
- Đường kiếm bất ngờ (Lunge): Đòn đâm trong khi duỗi chân trước bằng chuyển động đá nhẹ và thúc đẩy cơ thể chuyển động về phía trước bằng chân sau.
- (Beat attack): Trong kiếm liễu và kiếm chém, kiếm sĩ tấn công đánh kiếm của mình chạm vào kiếm đối thủ để giành "đường kiếm đúng" và tiếp tục tấn công vào vùng mục tiêu. Trong kiếm ba cạnh, một cú đánh giống như vậy được tiến hành như với chủ ý làm rối loạn đối thủ và ghi điểm với cú đánh nhẹ.
- Gỡ (Disengage): Trong đòn này, kiếm của kiếm sĩ tấn công sẽ chuyển động quanh kiếm của đối thủ để đe doạ phần cơ thể khác hoặc đánh lừa cú gạt.
- Tấn công kép (Compound attack): Đòn này bao gồm một hay nhiều miếng nhử nhằm cưỡng bách đối thủ phải gạt, do đó người tấn công đánh lừa được cú gạt này.
- Tấn công liên tục/hồi lại (Continuation/renewal of Attack): Một hành động đi tiểu điển hình của một cuộc tấn công thứ hai sau cuộc tấn công thứ nhất bị cản trở. Điều này có thể được thực hiện với một sự thay đổi về chuỗi; Ví dụ, một cuộc tấn công ở đường cao (phía trên bảo vệ của đối phương, chẳng hạn như vai) sau đó được tiếp theo với một cuộc tấn công vào đường thấp (bên dưới bảo vệ của đối phương, chẳng hạn như đùi, hoặc bàn chân); Hoặc từ đường bên ngoài (bên ngoài chuông bảo vệ, chẳng hạn như cánh tay ngoài) vào đường bên trong (bên trong chuông bảo vệ, chẳng hạn như cánh tay bên trong hoặc ngực). Một tiếp tục thứ hai là bước nhẹ qua parry và angulating lưỡi để mang đầu lưỡi kiếm trở lại mục tiêu. Một sự đổi mới cũng có thể là trực tiếp (mà không thay đổi đường dây hoặc bất kì hành động blade nào khác), trong trường hợp đó nó được gọi là remise. Trong kiếm hay kiếm, một sự đổi mới được coi là đã mất đi quyền lợi, và sự giận dữ ngay lập tức của người phòng thủ, nếu nó hạ cánh, sẽ ghi bàn thay vì đổi mới.
- Đánh nhẹ (Flick): Một kĩ thuật được sử dụng chủ yếu trong kiếm liễu và kiếm ba cạnh.

### Phòng thủ
- Gạt (Parry): Một kĩ thuật phòng thủ cơ bản, cú gạt khoá kiếm của đối phương khi nó đang chuẩn bị tấn công hay hoá giải đòn tấn công và đẩy kiếm ra xa khỏi vùng mục tiêu của kiếm sĩ phòng thủ
- Gạt vòng tròn (Circle parry): Một cú gạt mà kiếm của kiếm sĩ phòng thủ chuyển động theo một đường tròn để bắt giữ đầu kiếm của đối phương và làm lệch nó ra xa.
- Phản công (Counter attack): Một kĩ thuật đấu kiếm cơ bản để tấn công đối phương trong khi thường di chuyển lùi ra khỏi đường tấn công của đối phương. Sử dụng khá thường xuyên trong kiếm ba cạnh để đánh vào tay của kẻ tấn công.
- (Point-in-line)

## Đấu kiếm trong văn hoá đại chúng
Một trong những bộ phim liên quan đến môn Đấu kiếm đáng chú ý nhất là phim The Fencer (Kiếm sĩ) của Phần Lan - Estonia - Đức sản xuất năm 2015, đạo diễn bởi Klaus Härö. Bộ phim có nội dung dựa ít nhiều vào cuộc đời của kiếm thủ và huấn luyện viên đấu kiếm tài hoa người Estonia Endel Nelis. Phim được đề cử cho hạng mục Phim nước ngoài của Giải Quả cầu vàng lần thứ 73.

## Đấu kiếm tại Việt Nam
Hiện tại ngoài các câu lạc bộ chuyên nghiệp tại Việt Nam tập luyện được phép thi đấu trong hệ thống các giải của Việt Nam và thế giới. Tại Hà Nội môn đấu kiếm đã có mặt tại trường St.Paul American School Ha Noi, đây là một trường quốc tế học theo chương trình chuẩn Mỹ.